# Universe: The Black Hall
Universe: The Black Hall – pierwszy album studyjny południowokoreańskiej grupy Pentagon, wydany 12 lutego 2020 roku przez Cube Entertainment. Płytę promował singiel „Dr. Bebe”.
Yan An nie brał udziału w promocji albumu.

## Lista utworów
| CD  | CD                                     | CD                                                   | CD                                                                   | CD                                                   | CD      |
| Nr  | Tytuł utworu                           | Tekst                                                | Kompozycja                                                           | Aranżacja                                            | Długość |
| --- | -------------------------------------- | ---------------------------------------------------- | -------------------------------------------------------------------- | ---------------------------------------------------- | ------- |
| 1.  | „Dr. BeBe” (kor. Dr. 베베)             | Hui, Wooseok                                         | Hui, NATHAN, Yunji                                                   | NATHAN, Yunji                                        | 3:11    |
| 2.  | „Asteroid” (kor. 소행성)               | Lee Seu-ran (Jam Factory (music publisher)), Wooseok | Andrew Choi, Coach & Sendo, minGtion, Oh Seung-eun, Andreas Baertels | minGtion                                             | 3:27    |
| 3.  | „Shower of Rain” (kor. 빗물 샤워)      | Hui, Wooseok                                         | Hui, Minit                                                           | Minit                                                | 3:16    |
| 4.  | „Die for You”                          | Kino, NATHAN, Wooseok                                | Kino, NATHAN                                                         | NATHAN                                               | 3:35    |
| 5.  | „Talk”                                 | Jinho, Wooseok                                       | Albin Nordqvist, Sebastian Lestapier, Adam Alexander                 | Albin Nordqvist, Sebastian Lestapier, Adam Alexander | 3:06    |
| 6.  | „The Black Hall”                       | Hui, Wooseok                                         | Hui, Flow Blow                                                       | Flow Blow                                            | 3:09    |
| 7.  | „Worship U”                            | Wooseok, earattack                                   | earattck, Jimmy Claeson                                              | earattack, Larmook                                   | 3:17    |
| 8.  | „Zoom Up”                              | CODE 9, PURAVIDA                                     | CODE 9, PURAVIDA                                                     | PURAVIDA                                             | 3:16    |
| 9.  | „Camellia” (kor. 동백꽃)               | Yuto, Wooseok, FCM Houdini                           | FCM Houdini, Yuto, FCM Rimbaud                                       | FCM Houdini, Yuto, FCM Rimbaud                       | 3:28    |
| 10. | „Someday” (wyk. Jinho, Hui), (Special) | IMAGES, POPKID                                       | IMAGES, POPKID                                                       | IMAGES, POPKID                                       | 3:57    |
| 11. | „Happiness” (Korean ver. Special)      | Kino, Yuto, Wooseok                                  | Kino, 홍익인간, 멧돼지(S2 EVOLUTION)                                 | 홍익인간, 멧돼지(S2 EVOLUTION), Gayeoni (가여니)     | 3:24    |

## Notowania
| Lista                        | Pozycja |
| ---------------------------- | ------- |
| South Korean Albums (Circle) | 3       |
| Japanese Albums (Oricon)     | 14      |

## Sprzedaż
| Kraj             | Sprzedaż |
| ---------------- | -------- |
| Korea Południowa | 65 671+  |
| Japonia          | 11 639+  |